# Émile Canda
Émile Canda est un homme politique français né le 16 juin 1884 à Lillers (Pas-de-Calais) et décédé le 18 janvier 1942 à Paris.
Vétérinaire à Lillers, il est conseiller d'arrondissement et député du Pas-de-Calais de 1932 à 1936, inscrit au groupe des Républicains de gauche. 

## Sources
- « Émile Canda », dans le Dictionnaire des parlementaires français (1889-1940), sous la direction de Jean Jolly, PUF, 1960 [détail de l’édition]